# فودافون
فودافون (بالإنجليزية: Vodafone)‏ هي شركة بريطانية متعددة الجنسيات متخصصة في تقديم خدمات شبكات الهواتف المحمولة يقع مقرها في نيوبري بيركشاير بالمملكة المتحدة. استنادا إلى الإيرادات والقيمة السوقية للشركة التي تصل إلى 71.2£ مليار فإن شركة فودافون تعد أكبر شركة اتصالات في العالم. فودافون تقدم خدماتها إلى 30 دولة بالإضافة إلى شراكتها في شبكات في 40 دولة أخرى. تقدم فودافون خدمة وايرلس إلى 18 مليون عميل داخل المملكة المتحدة وهي بذلك ثالث أكبر موفر لهذه الخدمة في المملكة. وتقدم الشركة هذه الخدمة إلى أكثر من 430 مليون عميل اعتبارًا من 2014. وذلك من خلال 31 موزع عبر 5 دول. كما بلغ عدد الموظفين بالشركة أكثر من 79.000 موظف في مختلف دول العالم.
اسم الشركة (فودافون)مشتق من voice data fone بمعنى البيانات الصوتية الهاتفية، ليعكس اسم الشركة طبيعة عملها وما الخدمة التي تقدمها.
فودافون لديها قائمة رئيسية في بورصة لندن وهي أحد مكونات مؤشر FTSE 100. الشركة لديها إدراج ثانوي في ناسداك، لذلك فإن فودافون مصنفة على انها واحدة من أهم الشركات البريطانية ومن أعلى المؤشرات بـبورصة لندن للاوراق المالية.
تمتلك مجموعة شركات فودافون العالمية حوالي 45% من أسهم شركة فيريزون وايرلس التي هي أكبر مزود للخدمات السلكية والاسلكية في الولايات المتحدة الأمريكية.
ابتداء من نوفمبر 2020، تمتلك فودافون شبكات تديرها وتديرها في 22 دولة، ولديها شبكات شريكة في 48 دولة أخرى. يوفر قسم المؤسسات العالمية في فودافون خدمات الاتصالات وتكنولوجيا المعلومات لعملاء الشركات في 150 دولة.

## التسمية
يأتي اسم فودافون من vo ice da ta fone (هذا الأخير هو تهجئة مثيرة لكلمة «هاتف»)، اختارته الشركة «لتعكس توفير خدمات الصوت والبيانات عبر الهواتف المحمولة».

## التاريخ
بدأ تطور شركة فودافون في عام 1981 بتأسيس شركة راديو راكال الاستراتيجي التابعة لشركة راكال للإلكترونيات، أكبر شركة لتصنيع تكنولوجيا الراديو العسكرية في المملكة المتحدة، والتي شكلت مشروعًا مشتركًا مع ميليكوم يُدعى «راكال»، والذي تطور إلى شركة فودافون الحالية.

### 1980 - 1991
في عام 1980، وافق إرنست هاريسون، رئيس مجلس إدارة شركة راكال للإلكترونيات، على صفقة مع اللورد وينستوك من شركة جينيرال إلكتريك- جي إيه سي للسماح لراكال بالوصول إلى بعض تقنيات الراديو التكتيكية الخاصة بميدان المعركة. أطلع إرنست هاريسون رئيس قسم الإذاعة العسكرية في راكال، جيري وينت، على توجيه الشركة إلى الراديو المحمول التجاري. عندما زار مصنعًا للراديو المحمول تديره شركة جنرال إلكتريك (لا علاقة لها بـ GEC) في فرجينيا، الولايات المتحدة الأمريكية، في نفس العام لفهم الاستخدام التجاري لتكنولوجيا الراديو العسكرية.
جان ستينبيك، رئيس مجموعة سويدية متنامية، أسس شركة أمريكية، ميليكوم Inc، وتواصل مع جيري وينت في يوليو 1982 بشأن تقديم عطاء مشترك للحصول على ترخيص الراديو الخلوي الثاني في المملكة المتحدة. أبرم الاثنان صفقة تمنح راكال 60٪ من الشركة الجديدة راكال-ميليكوم إل تي دي وميليكوم 40٪. بسبب مخاوف الحكومة البريطانية بشأن الملكية الأجنبية، تمت مراجعة الشروط، وفي ديسمبر 1982، مُنحت شراكة راكال-ميليكوم ثاني رخصة لشبكة الهاتف المحمول في المملكة المتحدة. بلغت الملكية النهائية لشركة راكال-ميليكوم Ltd 80٪ راكال، مع امتلاك ميليكوم 15٪ بالإضافة إلى الإتاوات، وشركة صندوق هامبروس للتكنولوجيا تمتلك 5٪. وفقًا لوزير الدولة البريطاني للصناعة، «قدم العطاء المقدم من راكال-ميليكوم Ltd ... أفضل احتمال للتغطية الوطنية المبكرة عن طريق الراديو الخلوي.» 
تم إطلاق شركة فودافون في 1 يناير 1985 تحت الاسم الجديد، راكال-فودافون إل تي دي القابضة،  مع أول مكتب لها يقع في كورتيارد في نيوبري، بيركشاير،  وبعد ذلك بوقت قصير تم تغيير اسم راديو راكال الاستراتيجي إلى مجموعة راكال للاتصالات محدودة. في 29 ديسمبر 1986، أصدرت شركة راكال للإلكترونيات أسهمًا لمساهمي الأقلية في شركة فودافون بقيمة 110 جنيهات إسترلينية مليون، وأصبحت فودافون علامة تجارية مملوكة بالكامل لشركة راكال.
في 26 أكتوبر 1988، تم طرح شركة راكال تيليكوم، التي تمتلك شركة راكال للإلكترونيات أغلبيتها، للاكتتاب العام في بورصة لندن مع تداول 20 ٪ من أسهمها. أدى التعويم الناجح إلى وضع حيث تم تقييم حصة راكال في راكال تيليكوم أكثر من شركة راكال للإلكترونيات بأكملها. تحت ضغط سوق الأوراق المالية لتحقيق القيمة الكاملة للمساهمين، قام راكال بفصل راكال تيليكوم في عام 1991.

### 1991 - 2000
في 16 سبتمبر 1991، تم فصل راكال تيليكوم من راكال للإلكترونيات باسم مجموعة فودافون، مع جيري وينت كرئيس تنفيذي لها.
في يوليو 1996، استحوذت شركة فودافون على ثلثي توكلاند التي لم تكن تمتلكها بالفعل مقابل 30.6 جنيه إسترليني مليون. في 19 نوفمبر 1996، في خطوة دفاعية، اشترت فودافون شركة بيبولزفون مقابل 77 مليون جنيهًا إسترلينيًا، 181 متجرًا كان عملائها يستخدمون شبكة فودافون بشكل ساحق. في خطوة مماثلة، استحوذت الشركة على 80٪ من شركة أستك للاتصالات التي لا تملكها، وهي مزود خدمة يضم 21 متجرًا.
في يناير 1997، تقاعد جيرالد وين وتولى كريستوفر جينت منصب الرئيس التنفيذي. في نفس العام، قدمت فودافون شعارها «علامة الكلام»، المكون من علامة اقتباس (علامتا تنصيص). 
في 29 يونيو 1999، أكملت فودافون شرائها لشركة آيرتاتش للإتصالات. وغيرت اسمها إلى فودافون آير تاتش. بدأت الشركة المندمجة التداول في 30 يونيو 1999. منحت عملية الاستحواذ فودافون حصة 35٪ من مانسمان، مالك أكبر شبكة للهاتف المحمول في ألمانيا. للحصول على موافقة مكافحة الاحتكار على الاندماج، باعت فودافون حصتها البالغة 17.2٪ في منافس مانسمان الألماني، إي بلس موبيلفانك.
في 21 سبتمبر 1999، وافقت فودافون على دمج أصولها اللاسلكية في الولايات المتحدة مع أصول شركة فيرايزون للاتصالات لتشكيل فيرايزون وايرلس. اكتمل الاندماج في 4 أبريل 2000، قبل بضعة أشهر فقط من اندماج شركة بيل أتلانتيك مع جي تي إي لتشكيل شركة فيريزون للاتصالات.
في نوفمبر 1999، قدمت شركة فودافون عرضًا غير مرغوب فيه لشراء مانسمان، والذي تم رفضه. زاد اهتمام فودافون بمانسمان من خلال شراء الأخيرة لشركة Orange، مشغل الهاتف المحمول في المملكة المتحدة. قال كريس جنت في وقت لاحق إن انتقال مانسمان إلى المملكة المتحدة كسر «اتفاق الرجل المحترم» بعدم التنافس في أرض الوطن للآخر. أثار الاستيلاء العدائي احتجاجًا شديدًا في ألمانيا، و«صراع عملاق» شهد مقاومة مانسمان لجهود فودافون. ومع ذلك، في 3 فبراير 2000، وافق مجلس إدارة مانسمان على زيادة عرض بقيمة 112 جنيهًا إسترلينيًا مليار، ثم أكبر اندماج للشركات على الإطلاق. وافق الاتحاد الأوروبي على الاندماج في أبريل 2000 عندما وافقت فودافون على بيع العلامة التجارية «أورانج»، التي استحوذت عليها فرانس تيليكوم في مايو 2000.

### 2000 - حتى الآن
في 28 يوليو 2000، عادت الشركة إلى اسمها السابق، مجموعة فودافون بي إل سي.
في 17 ديسمبر 2001، قدمت شركة فودافون مفهوم «الشبكات الشريكة» بتوقيعها مع شركة تي دي سي موبايل الدنماركية. تضمن المفهوم الجديد إدخال خدمات فودافون الدولية إلى السوق المحلي، دون الحاجة إلى الاستثمار من قبل فودافون. سيتم استخدام المفهوم لتوسيع علامة فودافون التجارية وخدماتها إلى الأسواق التي لا تمتلك فيها حصصًا في المشغلين المحليين. سيتم تسويق خدمات فودافون في إطار مخطط العلامة التجارية المزدوجة، حيث يتم إضافة علامة فودافون التجارية في نهاية العلامة التجارية المحلية. (على سبيل المثال، تي دي سي موبايل-فودافون إلخ.) 
في عام 2007، دخلت شركة فودافون في صفقة رعاية لقب مع فريق ماكلارين للفورمولا 1، والتي تم تداولها باسم «فودافون ماكلارين مرسيدس» حتى انتهاء الرعاية في نهاية موسم 2013.
في 1 ديسمبر عام 2011، حصلت على قراءة تستند سمك شره الاتصالات المحدودة، وهي تكنولوجيا المعلومات والاتصالات شركة استشارية. شكلت العمليات المكتسبة نواة لممارسة موحدة للاتصالات والتعاون داخل شركة فودافون العالمية التابعة لها،  والتي ستركز على تنفيذ الاستراتيجيات في الحوسبة السحابية، وتعزيز عروض خدماتها المهنية.
في أبريل 2012، أعلنت شركة فودافون عن اتفاقية للاستحواذ على شركة الكابلات واللاسلكي العالمية (CWW) مقابل 1.04 مليار جنيه إسترليني. أتاح الاستحواذ لشركة فودافون الوصول إلى شبكة الألياف الضوئية لشركة الكابلات واللاسلكي العالمية (CWW)، مما مكنها من اتخاذ اتصالات موحدة لتوسيع عروض خدمات المؤسسات الخاصة بها. في 18 يونيو 2012، صوت مساهمو شركة الكابلات واللاسلكي العالمية لصالح عرض فودافون.
في 2 سبتمبر 2013، أعلنت شركة فودافون أنها ستبيع حصتها البالغة 45٪ في الكابلات واللاسلكي العالمية إلى فيرايزون للاتصالات مقابل 130 مليار دولار أمريكي. مع عائدات الصفقة، أعلنت عن مبادرة بروجكت سبرينج بقيمة 19 مليار جنيه إسترليني لتحسين جودة الشبكة في أوروبا والأسواق الناشئة، مثل الهند.
في يونيو 2017، اتخذت الشركة إجراءات لمنع ظهور إعلاناتها داخل منافذ بيع تركز على إنشاء ومشاركة خطاب الكراهية والأخبار المزيفة.
في يناير 2020، أكدت شركة فودافون أنها انسحبت من جمعية ليبرا، المجلس الحاكم لمبادرة العملة الرقمية العالمية التي أنشأها فيس بوك.

## عمليات

### أفريقيا
شبكات في أفريقيا
| مملوكة للأغلبية                                         | مملوكة للأغلبية |       | تملكها أقلية |  | الشبكات الشريكة |
| ------------------------------------------------------- | --------------- | ----- | ------------ |  | --------------- |
| جمهورية الكونغو الديمقراطية*                            | مصر*            | كينيا | بنين         |  |                 |
| غانا                                                    | ليسوتو          |       | ليبيا        |  |                 |
| موزامبيق*                                               | جنوب أفريقيا*   |       | تونس         |  |                 |
| تنزانيا*                                                |                 |       |              |  |                 |
| * حصص الأغلبية من خلال مجموعة فوداكوم المملوكة للأغلبية |                 |       |              |  |                 |

### مصر
- في نوفمبر 1998، تم إطلاق شبكة فودافون مصر مباشرة تحت اسم كليك جي إس إم، وتم تغيير علامتها التجارية إلى فودافون في عام 2002.[49]

- في 8 نوفمبر 2006، أعلنت الشركة عن صفقة مع المصرية للاتصالات نتج عنها مزيد من التعاون في السوق المصري وزيادة حصتها في شركة فودافون مصر. وبعد الصفقة، أصبحت شركة فودافون مصر مملوكة للمجموعة بنسبة 55٪، بينما كانت المصرية للاتصالات النسبة المتبقية البالغة 45٪.[50]

- في 29 يناير 2020، وقعت شركة الاتصالات السعودية (STC) ومجموعة فودافون مذكرة تفاهم لبيع حصة فودافون البالغة 55٪ في فودافون مصر إلى شركة الاتصالات السعودية. مع البيع، ستخرج فودافون مصر (كمشغل اتصالات) حيث أن باقي حصة 45 في المائة في فودافون مصر مملوكة لشركة المصرية للاتصالات. وقالت المصرية للاتصالات إنها لا تعتزم بيع حصتها.[51]

- في 21 ديسمبر 2020، أعلنت شركة فودافون أنه تم إنهاء مناقشاتها مع شركة الاتصالات السعودية دون اتفاق، بشأن بيع حصة فودافون البالغة 55٪ في فودافون مصر وأن شركة فودافون ستبقى في السوق المصري.[52]
- في نوفمبر 2021 أعلنت شركة فوداكوم بأنها ستشتري أسهم شركة فودافون العالمية في شركة فودافون مصر والبالغة 55% مقابل 2.74 مليار دولار أمريكي.[53][54]

#### جنوب إفريقيا (فوداكوم)
في 3 نوفمبر 2004، أعلنت الشركة أن لها التابعة لجنوب افريقيا مجموعة فوداكوم قد وافقت على تقديم خدمات الدولية فودافون، مثل فودافون لايف! والاتفاقيات الشريكة لسوقها المحلي.
في نوفمبر 2005، أعلنت شركة فودافون أنها تجري محادثات حصرية لشراء حصة 15٪ من VenFin في مجموعة فوداكوم، وتوصلت إلى اتفاق في اليوم التالي. ثم امتلكت فودافون وتيلكوم حصة 50٪ في فوداكوم تمتلك فودافون الآن 57.5٪ من فوداكوم بعد شراء حصة 15٪ من تلكوم.
في 9 أكتوبر 2008، عرضت الشركة الاستحواذ على حصة إضافية بنسبة 15٪ في مجموعة فوداكوم من شركة تلكوم. تم الإعلان عن التفاصيل النهائية للاتفاقية في 6 نوفمبر 2008. ودعت الاتفاقية تيلكوم إلى بيع 15 في المائة من حصتها البالغة 50 في المائة في فوداكوم إلى المجموعة، وفصل الـ 35 في المائة الأخرى لمساهميها. وفي الوقت نفسه، وافقت فودافون على جعل فودافون أداة الاستثمار الحصرية في أفريقيا جنوب الصحراء الكبرى، بالإضافة إلى الاستمرار في الحفاظ على ظهور علامة فوداكوم التجارية. تم إغلاق الصفقة في مايو / يونيو 2009.[بحاجة لمصدر]
في 18 مايو 2009، دخلت فوداكوم في بورصة JSE المحدودة في جنوب إفريقيا بعد أن زادت فودافون حصتها بنسبة 15٪ إلى 65٪ للحصول على حصة الأغلبية، على الرغم من النزاعات من قبل نقابات العمال المحلية.
في أبريل 2011، أعادت فوداكوم تسميتها بشعار فودافون.

#### غانا
في 3 يوليو 2008، وافقت فودافون على الاستحواذ على حصة 70٪ في غانا تليكوم مقابل 900 دولار مليون. تم الاستحواذ في 17 أغسطس 2008. نفس الكونسورتيوم الذي تقوده المجموعة فاز بالرخصة الثانية للخط الثابت في قطر في 15 سبتمبر 2008.
في 15 أبريل 2009، تم تغيير اسم شركة تيليكوم غانا، جنبًا إلى جنب مع فرعها المحمول وان تاتش، إلى فودافون غانا.

#### ليبيا
في 24 فبراير 2010، وقعت المجموعة اتفاقية شبكة شراكة مع ثاني أكبر مشغل في ليبيا، المدار.

#### الكاميرون
في 23 سبتمبر 2016، وسعت فودافون أنشطتها لتشمل الكاميرون من خلال توقيع شراكة مع أفريماكس، مشغل اتصالات 4G-LTE في إفريقيا. أطلقت شركة فودافون الكاميرون «برنامج الشباب» في الجامعات لدعم وتشجيع الطلاب الكاميرونيين. توقفت الشراكة عن العمل في سبتمبر 2017 بعد سحب ترخيصها من قبل الحكومة.

### الشرق الأوسط
شبكات في الشرق الأوسط
| البحرين                                |
| العراق                                 |
| الأردن                                 |
| الكويت                                 |
| دولة قطر*                              |
| الإمارات العربية المتحدة               |
| * تمارس مجموعة فودافون السيطرة الكاملة |

#### الكويت
في 18 سبتمبر 2002، وقعت فودافون اتفاقية شبكة شراكة مع مجموعة إم تي سي الكويتية. تضمنت الاتفاقية تغيير العلامة التجارية لشركة إم تي سي إلى إم تي سي-فودافون. في 29 ديسمبر 2003، وقعت فودافون اتفاقية أخرى للشبكة الشريكة مع مجموعة إم تي سي الكويتية. تضمنت الاتفاقية الثانية التعاون في البحرين ووسم الشبكة باسم إم تي سي فودافون.

#### دولة قطر
في ديسمبر 2007، حصل تحالف تقوده مجموعة فودافون على رخصة الهاتف المحمول الثانية في قطر تحت اسم «فودافون قطر». تقع فودافون قطر في واحة العلوم والتكنولوجيا في قطر، واحة قطر للعلوم والتكنولوجيا. بدأت العمليات التجارية رسميًا في 1 مارس 2009. في فبراير 2018، وافقت شركة فودافون أوروبا على بيع حصتها في المشروع المشترك القطري.
في 25 نوفمبر 2019، قدمت فودافون بالتعاون مع شركة إنسيجو في قطر نقطة اتصال 5G MiFi M1100، بحيث كانت أول نقطة اتصال محمولة 5G متوفرة تجاريًا في المنطقة.

#### الإمارات العربية المتحدة
في 28 يناير 2009، أعلنت المجموعة عن اتفاقية شبكة شراكة مع دو، ثاني أكبر مشغل في الإمارات العربية المتحدة. تضمنت الاتفاقية التعاون بشأن العملاء الدوليين، وشراء أجهزة الهاتف، والنطاق العريض المتنقل، إلخ.

### العراق
قالت وزيرة الاتصالات العراقية هيام الياسري، يوم الثلاثاء 27/11/2024، إن اختيار شركة "فودافون" العالمية لتشغيل مشروع الرخصة الوطنية للهاتف النقّال جاء بسبب خبرتها الكبيرة بتقنية الجيل الخامس.
وأضافت الياسري "الوزارة ستقوم بإبلاغ الشركة بالقرار للشروع بالتفاوض معها بغية توقيع مذكرة تفاهم وبيان عمل يتضمن تفاصيل التحضيرات التمهيدية والضرورية المطلوبة للبدء بتنفيذ المشروع".
ولفتت وزيرة الاتصالات، إلى أن "اختيار فودافون كان لأسباب عديدة منها ماركتها العالمية وخبرتها بتقنية الجيل الخامس وانتشارها الواسع في بلدان العالم والشرق الأوسط".
وتابعت الياسري أن "شركة فودافون تخدم 330 مليون مشترك في 15 دولة، وأنها أبدت استعدادها للعمل في العراق لإنجاح المشروع الذي سيكون مملوكاً للدولة والذي يهدف إلى تقديم افضل الخدمات للمواطن وتعظيم الإيرادات المالية مواكبة التطور التكنولوجي اضافةً إلى تشغيل الطاقات الشبابية".
وكان مجلس الوزراء العراقي وافق في وقت سابق اليوم الثلاثاء، على اختيار شركة فودافون العالمية للاتصالات، مشغلاً لمشروع الرخصة الوطنية للهاتف النقّال بتقنية الجيل الخامس".

### الأمريكتان

#### تشيلي
في 11 مايو 2008، أبرمت شركة فودافون اتفاقية تجارية مع شركة شيلي إنتل بي سي إس، والتي يمكن بموجبها لشركة إنتل بي سي إس الوصول إلى المعدات والخدمات الدولية لشركة فودافون، وستكون فودافون إحدى العلامات التجارية لشركة إنتل للأعمال اللاسلكية. ستمنح هذه الخطوة علامة فودافون التجارية الوصول إلى سوق يضم أكثر من 15 مليون شخص، مقسم حاليًا بين شركتين: تليفونيكا وموفيستار للااتصالات وإنتل بي سي إس.

#### البرازيل
في أغسطس 2013، بدأت فودافون تشغيل MVNO في البرازيل، كمشغل M2M مؤسسي.

#### الولايات المتحدة الأمريكية
في الولايات المتحدة، كانت فودافون تمتلك 45٪ من شركة فيريزون وايرلس في مشروع مشترك مع فيريزون كوميونيكيشنز، أكبر شركة اتصالات محمولة في البلاد. لم يتم استخدام علامة فودافون التجارية، لأن شبكة CDMA لم تكن متوافقة مع GSM 900/1800 معيار MHz المستخدم من قبل شبكات فودافون الأخرى وبما أن فودافون لم يكن لديها سيطرة إدارية على فيريزون وايرلس. في 2 سبتمبر 2013، أعلنت شركة فودافون عن بيع حصتها لشركة فيريزون للاتصالات مقابل حوالي 130 مليار دولار.
في عام 2004، قدمت فودافون عرضًا فاشلاً لشراء أيه تي آند تي وايرلس بالكامل، ومع ذلك، (سينجيولار وايرلس) في ذلك الوقت كان مشروعًا مشتركًا بين إس بي سي للاتصالات وبيلساوث (كلاهما الآن جزء من إيه تي آند تي)، وفي النهاية عرضت شركة فودافون وتولت السيطرة على إيه تي آند تي لاسلكي (الناقل اللاسلكي المدمج هو الآن إيه تي آند تي موبيلتي).
في عام 2013، تم النظر في شراء فودافون من قبل إيه تي آند تي ومقرها الولايات المتحدة. النهاية، لم تتحرك الصفقة إلى الأمام.

### آسيا
شبكات في آسيا
| مملوكة للأغلبية |                | الشبكات الشريكة | الشبكات الشريكة | الشبكات الشريكة | الشبكات الشريكة |
| --------------- | -------------- | --------------- | --------------- | --------------- | --------------- |
| تركيا           | أفغانستان      | أرمينيا         | أذربيجان        | هونج كونج       |                 |
|                 | الهند          | اليابان         | ماليزيا         | سنغافورة        |                 |
|                 | كوريا الجنوبية | سيريلانكا       | تايوان          | تايلاند         |                 |
|                 | تركمانستان     | أوزبكستان       | فيتنام          |                 |                 |

#### اليابان
في عام 1999، أطلقت شركة جيه فون خدمة الإنترنت عبر الهاتف المحمول جيه سكاي استجابةً لخدمة آي مود الخاصة بـ دوكومو. أصبحت ثالث أكبر مشغل للهواتف المحمولة في اليابان وقدمت هواتف الكاميرا أولاً في اليابان. ثم واصلت فودافون الاستحواذ على  في ديسمبر 2002 تم إطلاق شبكة الجيل الثالث 3G من جيه فون. في 1 أكتوبر 2003، أصبح جيه فون «فودافون اليابان»، وأصبحت خدمة الإنترنت عبر الهاتف المحمول جيه فون جيه سكاي أصبحت فودافون لايف. في مارس 2006، باعت شركة فودافون شركة فودافون اليابان إلى مجموعة سوفت بنك. في أكتوبر 2006، قامت سوفت بنك بتغيير اسم فودافون اليابان إلى «مجموعة سوفت بنك». في 17 مارس 2006، أعلنت شركة فودافون عن اتفاقية لبيع كل حصتها في فودافون اليابان إلى مجموعة سوفت بنك مقابل 8.9 جنيه إسترليني. مليار جنيه استرليني منها 6.8 سيتم استلام مليار نقدًا عند إغلاق الصفقة. غيرت شركة فودافون اليابان اسمها لاحقًا إلى مجموعة سوفت بنك. في نوفمبر 2010، قامت فودافون بتصفية أسهمها المتبقية في سوفتبانك.

#### الهند
في 28 أكتوبر 2005، أعلنت الشركة عن استحواذها على حصة بنسبة 10 في المائة في شركة بهارتي إنتربرايزز الهندية، التي تدير أكبر شبكة للهاتف المحمول في الهند تحت الاسم التجاري " بهارتي إيرتيل. ثم في 11 فبراير 2007، وافقت الشركة على الاستحواذ على حصة مسيطرة بنسبة 67٪ في هاتش إيسار مقابل 11.1 دولار أمريكي مليار. في الوقت نفسه، وافقت على إعادة بيع 5.6٪ من حصتها في آريتل إلى ميتالز. ستحتفظ فودافون بحصة 4.4٪ في آريتل في 21 سبتمبر 2007، تم تغيير علامتها التجارية هاتش إلى فودافون الهند. في مايو 2011، اشترت مجموعة فودافون بي إل سي الأسهم المتبقية من فودافون إسار من مجموعة إيسار المحدودة مقابل 5 دولارات مليار. في أكتوبر 2013، ذكرت وكالة رويترز أن فودافون تخطط لاستثمار ما يصل إلى ملياري دولار (1.2 مليار جنيه إسترليني) لشراء مساهمي الأقلية في فودافون الهند.
بحلول أواخر يناير 2017، كانت وحدة مجموعة فودافون في الهند وشركة آيديا سيلولي تجري محادثات أولية للاندماج. وفي 20 مارس 2017، أعلنت شركة فودافون أنها بصدد دمج أعمالها الهندية مع شركة آيديا، ثالث أكبر شبكة في الهند، لإنشاء أكبر مشغل في البلاد مع ما يقرب من 400 مليون عميل، وهو ما يمثل 35٪ من سوق خدمات الهواتف المحمولة الهندي. ستمتلك فودافون 45.1 في المائة من المشغل الجديد والشركة الأم لشركة آيديا، مجموعة أديتيا بيرلا، 26 في المائة. وقدرت الصفقة شركة فودافون الهند بما يعادل 12.6 مليار دولار وشركة آيديا سيلولير بما يعادل 11.02 مليار دولار. ستتيح الصفقة لشركة فودافون نقل شركتها الفرعية الهندية من ميزانيتها العمومية، مما يخفض صافي ديون المجموعة البريطانية بما يعادل 8.25 مليار دولار تقريبًا. وافقت وزارة الاتصالات على الاندماج بين شركة فودافون وآيديا في 9 يوليو 2018. وفي 31 أغسطس 2018، أصبحت شركة فودافون آيديا كيانًا قانونيًا وأكبر مزود خدمة اتصالات في الهند. في 7 سبتمبر 2020، كشفت شركة فودافون آيديا عن هوية علامتها التجارية الجديدة "Vi" والتي تتضمن دمج العلامتين التجاريتين المنفصلتين سابقًا «فودافون» و«آيديا» في علامة تجارية واحدة موحدة.

#### تركيا
في ديسمبر 2005، فازت فودافون بمزاد لشراء ثاني أكبر شركة للهاتف المحمول في تركيا، تيلسم، مقابل 4.5 دولار أمريكي. مليار. في أوائل يناير 2007، تبنت تيلسم في تركيا العلامة التجارية المزدوجة لشركة فودافون باسم تيلسم فوادفون، وفي 1 أبريل 2007، أصبحت شركة فودافون تركيا. بالإضافة إلى ذلك، تقدم فودافون تركيا أيضًا خدمة في شمال قبرص.

#### آسيا الأخرى
في 3 نوفمبر 2003، أصبحت سنغافورة جزءًا من المجتمع حيث تم توقيع M1 كشبكة شركاء. ثم في أبريل 2005، غيرت سمارتون اسم علامتها التجارية إلى «سمارتون - فودافون»، بعد أن وقعت الشركتان اتفاقية شبكة شركاء. في يناير 2006، تمت إضافة إندونيسيا وماليزيا وسريلانكا إلى بصمة فودافون حيث وقعت مجموعة فودافون اتفاقية شبكة شركاء مع تليكوم ماليزيا. في 6 فبراير 2007، إلى جانب الشراكة مع ديجيسيل كاريبيان (انظر أدناه)، تمت إضافة ساموا كسوق شريك. في 6 فبراير 2007، وقعت مجموعة فودافون اتفاقية شراكة لمدة ثلاث سنوات مع مجموعة ديجيسيل. الاتفاق، الذي يشمل عملية ديجيسيل الشقيقة في ساموا، سينتج عنه تقديم إمكانات تجوال جديدة. ستصبح المجموعتان أيضًا شريكين تجوال مفضلين لبعضهما البعض.
في 10 فبراير 2008، أعلنت شركة فودافون عن إطلاق خدمة تحويل الأموال عبر الهاتف المحمول M-Paisa على شبكة روشان (أكبر مشغل GSM في أفغانستان): تمت إضافة أفغانستان إلى بصمة فودافون.
تم توقيع ديتاك في تايلاند كشبكة شريكة للمجموعة في 25 مارس 2009.
تم توقيع نار موبايل في أذربيجان كشبكة شريكة في 22 يوليو 2009،  بينما تم توقيع شركة اتصالات تشونغهوا التايوانية في 12 نوفمبر 2009.
في سبتمبر 2011، أُعلن أن فودافون وسمارتون لن يجددا شراكتهما في سوق هونج كونج. وبدلاً من ذلك، أبرمت شركة فودافون اتفاقية مع هوتشيسون تيليكوم، التي تدير العلامة التجارية 3 . في نفس العام، أنهى M1 أيضًا شراكتهم في سنغافورة.
في فبراير 2013، شاركت فودافون مع تشاينا موبايل في تقديم عطاءات لأحد رخصتي ميانمار موبايل اللذين تم افتتاحهما حديثًا.
في بداية سبتمبر 2014، وقعت شركة الهاتف المحمول الفيتنامية فينافون اتفاقية تعاون استراتيجي مع شركة فودافون.

### أوروبا
شبكات في أوروبا
| مملوكة للأغلبية | مملوكة للأغلبية |            | الشراكه   | الشراكه          | الشراكه |
| --------------- | --------------- | ---------- | --------- | ---------------- | ------- |
| ألبانيا         | جمهورية التشيك  | النمسا     | بلجيكا    | بلغاريا          |         |
| ألمانيا         | اليونان         | جزر القناة | كرواتيا   | قبرص             |         |
| هنغاريا         | أيرلندا         | الدنمارك   | إستونيا   | فنلندا           |         |
| إيطاليا         | هولندا          | جزر فاروس  | أيسلندا   | لاتفيا           |         |
| شمال قبرص       | البرتغال        | ليتوانيا   | لوكسمبورغ | مقدونيا الشمالية |         |
| رومانيا         | إسبانيا         | النرويج    | روسيا     | صربيا            |         |
| المملكة المتحدة |                 | سلوفينيا   | السويد    | سويسرا           |         |
|                 |                 | أوكرانيا   |           |                  |         |

تأسست فودافون المجر كشركة فرعية في يوليو 1999. أدى الاستحواذ على شركة مانسمان إيه جي، الذي اكتمل في 12 أبريل 2000، إلى إنشاء شركات تابعة في ألمانيا وإيطاليا، وزاد من ملكية المجموعة غير المباشرة في SFR. تم تقديم علامة فودافون التجارية في إيطاليا باسم أومنيتل-فودافون في عام 2001، والتي أصبحت العلامة التجارية الأساسية في عام 2002؛ أخيرًا، تم تقديم الاسم الحالي فودافون إيطاليا في عام 2003، وأسقط «أومنيتل» تمامًا.
في عام 2001، استحوذت الشركة على إرسيل، أكبر شركة اتصالات لاسلكية في أيرلندا، من إيركوم. تم تغيير اسم إرسيل لاحقًا إلى فودافون أيرلندا. في فبراير 2002، انضم راديولينجا من فنلندا كشبكة شريكة وغيرت اسمها لاحقًا إلى إليسا. في وقت لاحق من ذلك العام، أعادت الشركة تسمية خدمة الإنترنت عبر الهاتف المحمول اليابانية جيه سكاي لتصبح فودافون Live، وفي ديسمبر 2002، تم طرح علامة فودافون التجارية في السوق الإستونية بعد توقيع اتفاقية الشراكة مع راديولينجا (إيستي)، والتي غيرت اسمها لاحقًا إلى إليسا.
في يناير 2003، وقعت الشركة اتفاقية شراكة على مستوى المجموعة مع موبيلكوم النمسا ونتيجة لذلك أضيفت النمسا وبلغاريا وكرواتيا وسلوفينيا إلى المجتمع. في أبريل 2003، تم طرح أو جي فودافون في السوق الأيسلندية. في 21 يوليو 2003، تمت إضافة ليتوانيا إلى المجتمع بتوقيع اتفاقية شبكة شركاء مع بايت.
في فبراير 2004، وقعت فودافون اتفاقيات شبكة شركاء مع لوكس جي سي إم في لوكسمبورغ،  ومع Cyta القبرصية. وافقت سيتاعلى إعادة تسمية عمليات الهاتف المحمول الخاصة بها إلى سيتاموبيل فودافون. في أبريل 2004، استحوذت الشركة على مزود البث البريطاني، سينجل بوينت، مقابل 405 مليون جنيه إسترليني من مجموعة كودويل التابعة لجون كودويل، مضيفة حوالي 1.5 مليون عميل ومواقع في ستوك أون ترينت إلى المواقع الموجودة في نيوبري (المقر الرئيسي) وبرمنغهام ووارينجتون وبانبري. في نوفمبر 2004، قدمت فودافون خدمات 3G إلى أوروبا.
في يونيو 2005، اشترت الشركة مشغل الهاتف المحمول التشيكي أوسكار  والذي تم تغيير علامته التجارية إلى أوسكار-فودافون.
في 28 أكتوبر 2005، تم تغيير اسم شركة كونيكس في رومانيا إلى كونيكس فودافون،  وفي 31 أكتوبر 2005، توصلت الشركة إلى اتفاق لبيع شركة فودافون السويد إلى تيلينور مقابل 1 يورو تقريبًا مليار. بعد البيع، أصبحت فودافون السويد شبكة شركاء.
في عام 2006، أعادت الشركة تسمية موقع ستوك أون ترينت الخاص بها ليصبح مركز ستوك بريميير، وهو «مركز خبرة» للشركة التي تتعامل مع رعاية العملاء لعملائها ذوي القيمة الأعلى، والدعم الفني، والمبيعات، ومراقبة الائتمان. في 22 فبراير 2006، أعلنت الشركة أنها بصدد توسيع نطاق انتشارها إلى بلغاريا بتوقيع اتفاقية شراكة مع شركة موبيتل، وهي جزء من مجموعة موبيتل النمساوية.

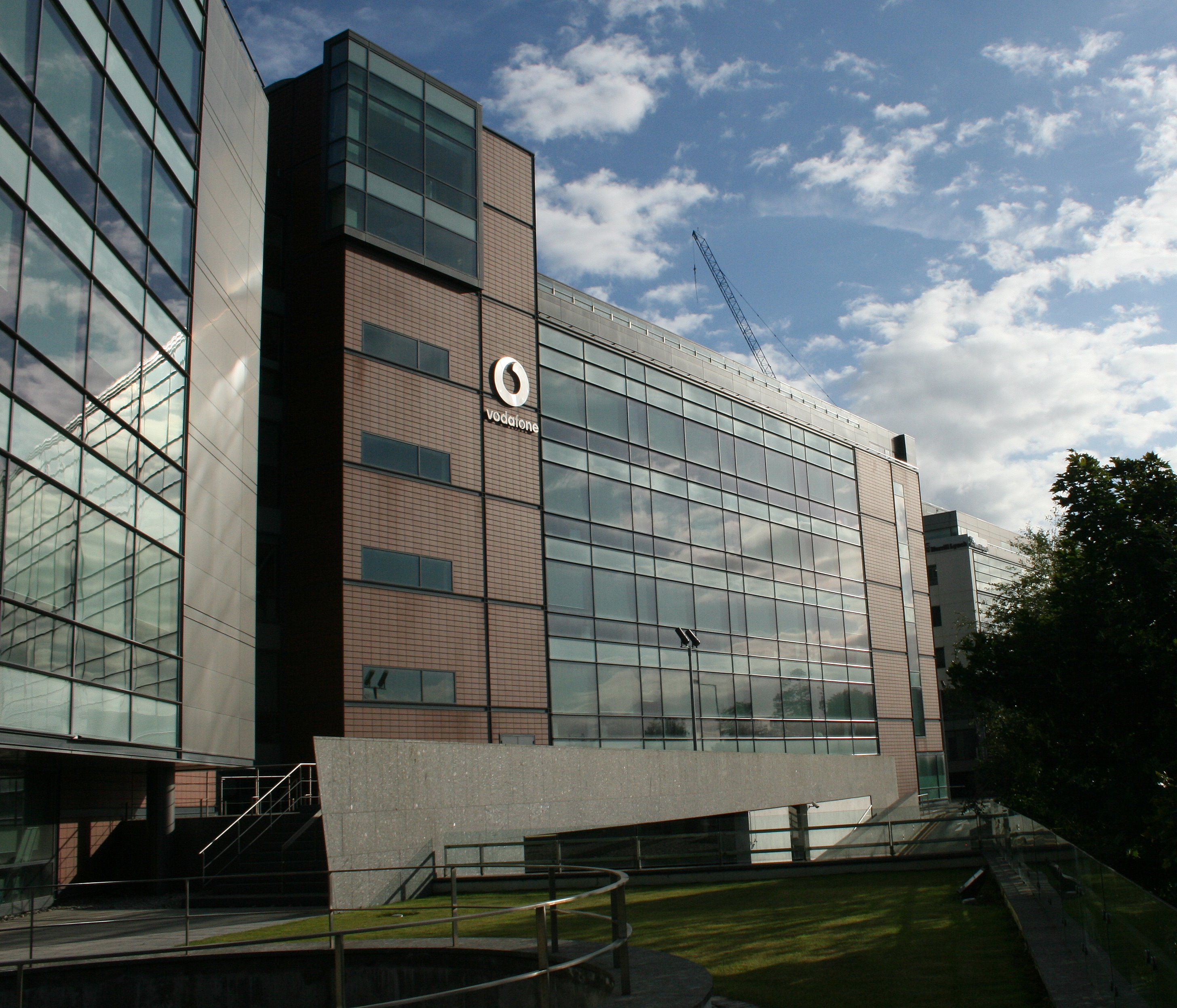
المقر الرئيسي لشركة فودافون إيرلندا في دبلن.

في أبريل 2006، أعلنت الشركة أنها وقعت على تمديد لاتفاقية شبكة الشركاء الخاصة بها مع مجموعة بايت، مما مكنها الفرعية في بايت لاتفيا من أن تصبح أحدث عضو في مجتمع شركاء فودافون العالمي. في 30 مايو 2006، أعلنت شركة فودافون عن أكبر خسارة في تاريخ الشركات البريطانية (14.9 جنيه إسترليني مليار)، وتخطط لإلغاء 400 وظيفة ؛ أبلغت عن تكاليف غير متكررة قدرها 23.5 جنيه إسترليني مليار دولار بسبب إعادة تقييم فرعها في مانسمان. في 24 يوليو 2006، استقال الرئيس المحترم لشركة فودافون أوروبا، بيل مورو، بشكل غير متوقع،  وفي 25 أغسطس 2006، أعلنت الشركة عن بيع حصتها البالغة 25٪ في شركة بروكسيموس البلجيكية مقابل 2 يورو. مليار. بعد الصفقة، ظلت بروكسيموس جزءًا من المجتمع كشبكة شركاء.
في 5 أكتوبر 2006، أعلنت فودافون عن أول شراكة ذات علامة تجارية واحدة مع Og فودافون والتي ستعمل تحت اسم فودافون أيسلندا،  وفي 19 ديسمبر 2006، أعلنت الشركة عن بيع حصتها البالغة 25٪ في سويسكوم السويسرية مقابل CHF4. 25 مليار (1.8 جنيه إسترليني مليار). بعد الصفقة، ستظل سويسكوم جزءًا من المجتمع كشبكة شركاء. في ديسمبر 2006، أكملت الشركة الاستحواذ على أسبيكتيف، وهي شركة تكامل أنظمة تطبيقات المؤسسات في المملكة المتحدة، مما يشير إلى نية فودافون لتنمية وجودها وإيراداتها بشكل كبير في سوق تكنولوجيا المعلومات والاتصالات (ICT).

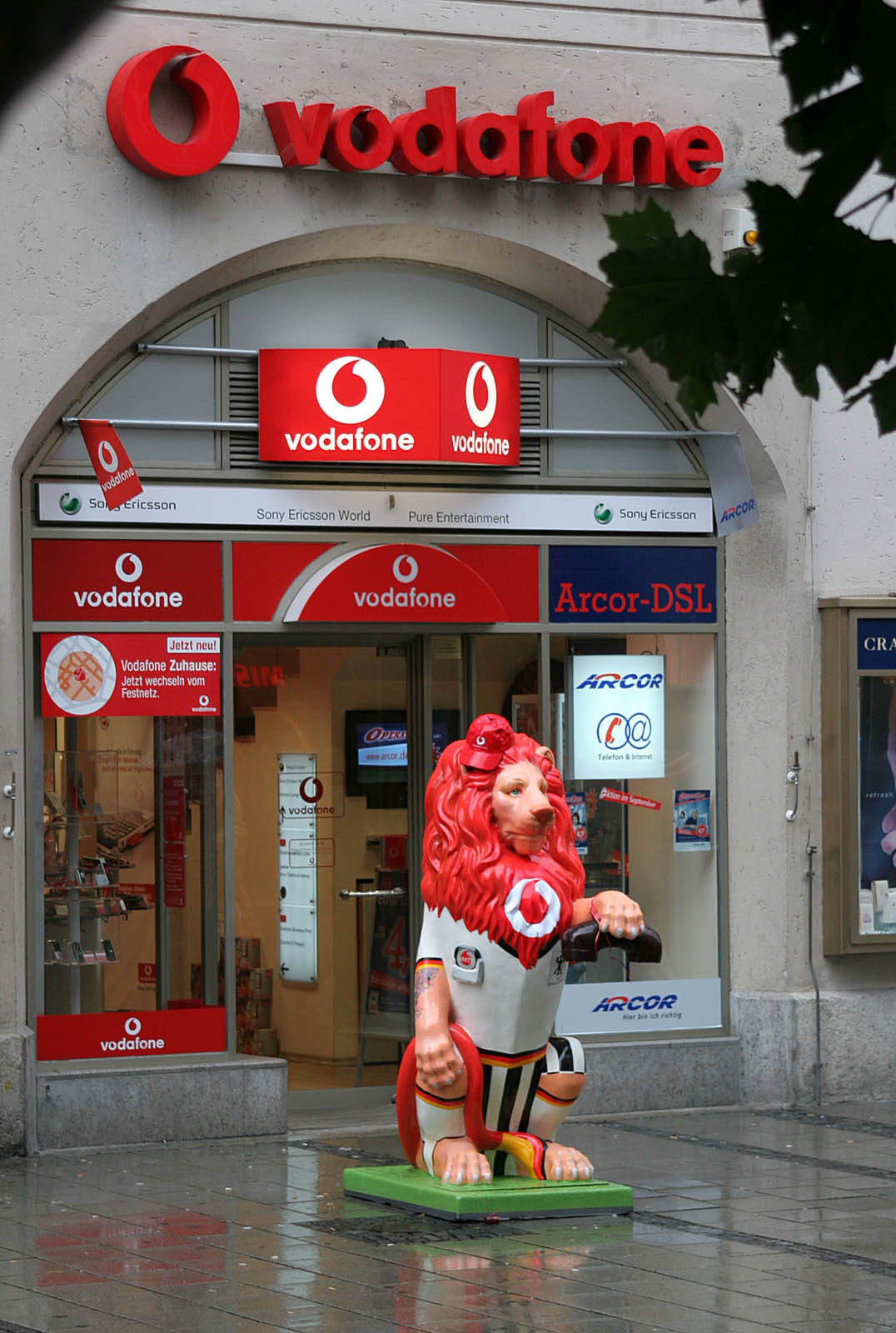
أسد فودافون في إحتفالات موكب الأسد في ميونيخ، ألمانيا.

في 1 مايو 2007، أضافت فودافون جيرسي وجويرنسي إلى المجتمع، حيث تم توقيع آرتيل كشبكة شركاء في كل من التبعيات التاجية. في يونيو 2007، بدأت شركة فودافون المملكة المتحدة في تحسين صفحات الويب التي يتم الوصول إليها من خلال فودافون لايف!، والذي انتقده ذا ريجيستر للتدخل في مواقع التجارة عبر الهاتف المحمول. في 1 أغسطس 2007، أطلقت شركة فودافون البرتغال، خدمة فودافون ماسنجر، وهي خدمة مع ويندوز لايف ماسنجر وياهو! ماسنجر. في نهاية عام 2007، احتلت شركة فودافون ألمانيا المرتبة السادسة في أوروبا من حيث عدد المشتركين، بينما احتلت عملياتها الإيطالية المرتبة العاشرة. احتلت شركة فودافون المملكة المتحدة المرتبة 13، بينما احتلت إسبانيا المرتبة 16.
في 17 أبريل 2008، وسعت فودافون بصمتها إلى صربيا حيث تمت إضافة في آي بي موبايل إلى المجتمع كشبكة شريكة،  وفي 20 مايو 2008، أضافت الشركة مشغل في آي بي كشبكة شريكة، وبالتالي وسعت البصمة العالمية إلى جمهورية مقدونيا الشمالية.
في 30 أكتوبر 2008، أعلنت الشركة عن شراكة إستراتيجية غير حصرية مع مجموعة موبايل تيليسيستمز (إم تي إس) في روسيا. ويضيف الاتفاق روسيا وأرمينيا وتركمانستان وأوكرانيا وأوزبكستان إلى بصمة المجموعة.
في 20 مارس 2009، أُعلن أنه تم تغيير شريك لوكسمبورغ للمجموعة: لم يتم تجديد الاتفاقية مع لوكس جي سي إم لصالح تانجو، وحدة لوكسمبورغ لشبكة شركاء أخرى، بلجاكوم البلجيكية.
في 4 أبريل 2011، باعت فودافون حصتها البالغة 44٪ في الشركة الفرنسية للاتصالات، ثاني أكبر مشغل في فرنسا، لشركة فيفاندي مقابل 7.95 مليار يورو.
في مارس 2013، وقعت العمليات الإسبانية لشركة فودافون اتفاقية مع أورنج للمشاركة في استثمار مليار يورو في توسيع شبكة النطاق العريض لكابلات الألياف الضوئية الإسبانية، مما سيمكن فودافون من الوصول إلى 6 ملايين عميل إضافي في إسبانيا بحلول عام 2017. في 24 يونيو 2013، أعلنت شركة فودافون أنها ستشتري شركة الكابلات الألمانية كابيل دويتشلاند. بلغت قيمة عملية الاستحواذ 7.7 مليار يورو، وتمت التوصية بها على عرض منافستها ليبرتي جلوبال. في فبراير 2014، قدمت شركة فودافون عرضًا للاستحواذ على أكبر مشغل للكابلات في إسبانيا، أونو، مقابل مبلغ إجمالي قدره 7.2 مليار يورو، بما في ذلك صافي الديون المستحوذ عليها.
في أكتوبر 2015، وسعت شركة موبايل تيليسيستمز (إم تي إس) وفودافون في روسيا شراكتهما الاستراتيجية لعام 2008؛ أدى ذلك إلى تغيير العلامة التجارية لشركة إم تي إس أوكرانيا إلى شركة فودافون أوكرانيا.
في 31 ديسمبر 2016، اندمجت عمليات مجموعة فودافون الهولندية مع العلامة التجارية زيغو التابعة لشركة ليبرتي جلوبال، مما أدى إلى إنشاء مجموعة فودافون زيغو القابضة.
في أبريل 2017، تم تصنيف شركة فودافون على أنها أسوأ مزود لخدمات الهاتف المحمول في المملكة المتحدة للعام السابع على التوالي في «أيهما؟» الدراسة الاستقصائية.
في عام 2019، أنشأت مجموعة فودافون منظمة منفصلة قانونيًا تضم أبراجها المتنقلة الأوروبية. في الوقت نفسه، تم الإبلاغ عن أن أعمال الأبراج المتنقلة يمكن أن تقدر بنحو 10 مليارات جنيه إسترليني. تم تسمية أعمال الأبراج المتنقلة باسم فانتاج تاورز في 24 يوليو 2020. يقع المقر الرئيسي لأبراج فانتاج في دوسلدورف بألمانيا مع بنية تحتية للأبراج في ألمانيا وإسبانيا واليونان والبرتغال وجمهورية التشيك ورومانيا والمجر وإيطاليا وأيرلندا وتضم ما مجموعه 68000 برج.

### أوقيانوسيا
شبكات في أوقيانوسيا
| تملكها أقلية |                     | الشبكات الشريكة |
| ------------ | ------------------- | --------------- |
| أستراليا     | فيجي                |                 |
|              | نيوزيلندا           |                 |
|              | بابوا غينيا الجديدة |                 |
|              | ساموا               |                 |

### أستراليا
في أكتوبر 1993، تم إطلاق شبكة فودافون أستراليا. في ديسمبر 2004، وافقت شركة فودافون أستراليا على نشر شبكة تبديل عديد البروتوكولات باستخدام المؤشرات التعريفية (MPLS) الأساسية عالية السرعة التي أنشأتها لوسنت للخدمات العالمية باستخدام أجهزة جونيبر للشبكات. في أكتوبر 2005، بدأت في إطلاق تقنية 3G في أستراليا. في 5 سبتمبر 2008، اشترت شركة فودافون أكبر شركة تجزئة للطوب وقذائف الهاون في أستراليا، أضافت كريزي جونز 115 متجرًا للبيع بالتجزئة لعملياتها المحلية.
في 9 فبراير 2009، أعلنت شركة فودافون أستراليا عن اندماجها مع شركة هوتشيسون لتكوين شركة فودافون-هوتشيسون أستراليا (VHA)، والتي ستعرض منتجات تحت علامة فودافون التجارية. في 19 يونيو 2009، أعلنت شركة فودافون-هوتشيسون أستراليا (VHA) عن انتهاء تعهيدها لعمليات البيع بالتجزئة. التزمت شركة فودافون-هوتشيسون أستراليا بإعادة الشراء وإدارة عملية البيع بالتجزئة بالكامل، بما في ذلك 208 منافذ بيع بالتجزئة تحمل علامة فودافون التجارية في جميع أنحاء أستراليا. كان من المقرر الانتهاء من هذا المشروع بحلول 1 سبتمبر 2009.
في 31 أغسطس 2009، مكنت شركة فودافون-هوتشيسون أستراليا تمديد 900 شبكة MHz 3G UMTS التي تعمل خارج نطاق 2100 شبكة MHz 3G، مما يعزز تغطية سكان فودافون 3G من حوالي 8٪ إلى حوالي 94٪ على النطاق المزدوج 900/2100 أجهزة MHz 3G UMTS.
في 13 يوليو 2020، اندمجت شركة فودافون-هوتشيسون أستراليا مع تي بي جي تيليكوم لإنشاء شركة تي بي جي المحدودة.

#### فيجي

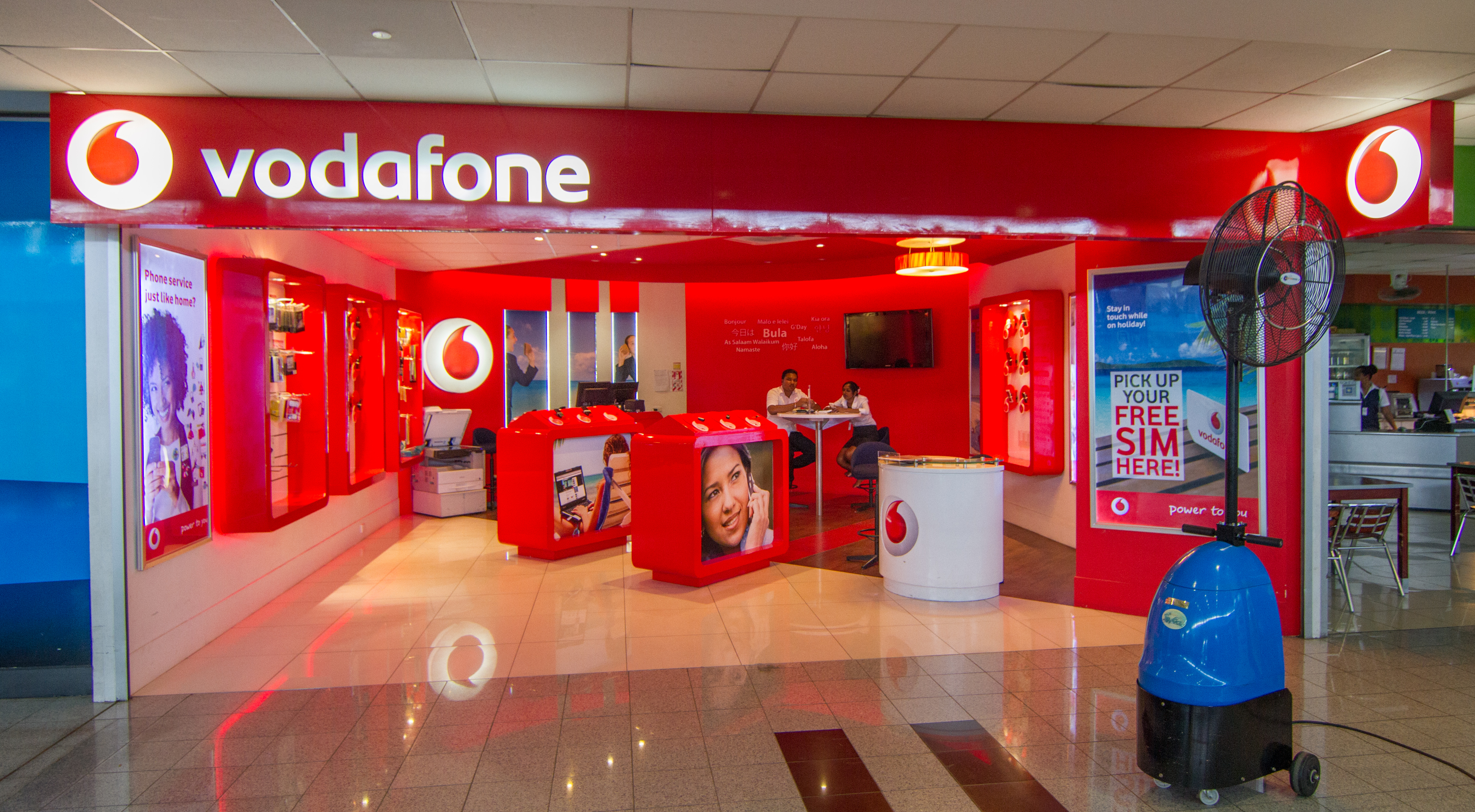
متجر فودافون في مطار نادي، فيجي.

في يوليو 1994، تم إطلاق شبكة فودافون فيجي. في يوليو 2014، باعت فودافون حصتها البالغة 49٪ من فودافون فيجي إلى صندوق فيجي الوطني للادخار. بموجب شروط الصفقة، احتفظت فودافون فيجي بعلامتها التجارية بموجب اتفاقية السوق الشريكة.

#### نيوزيلندا

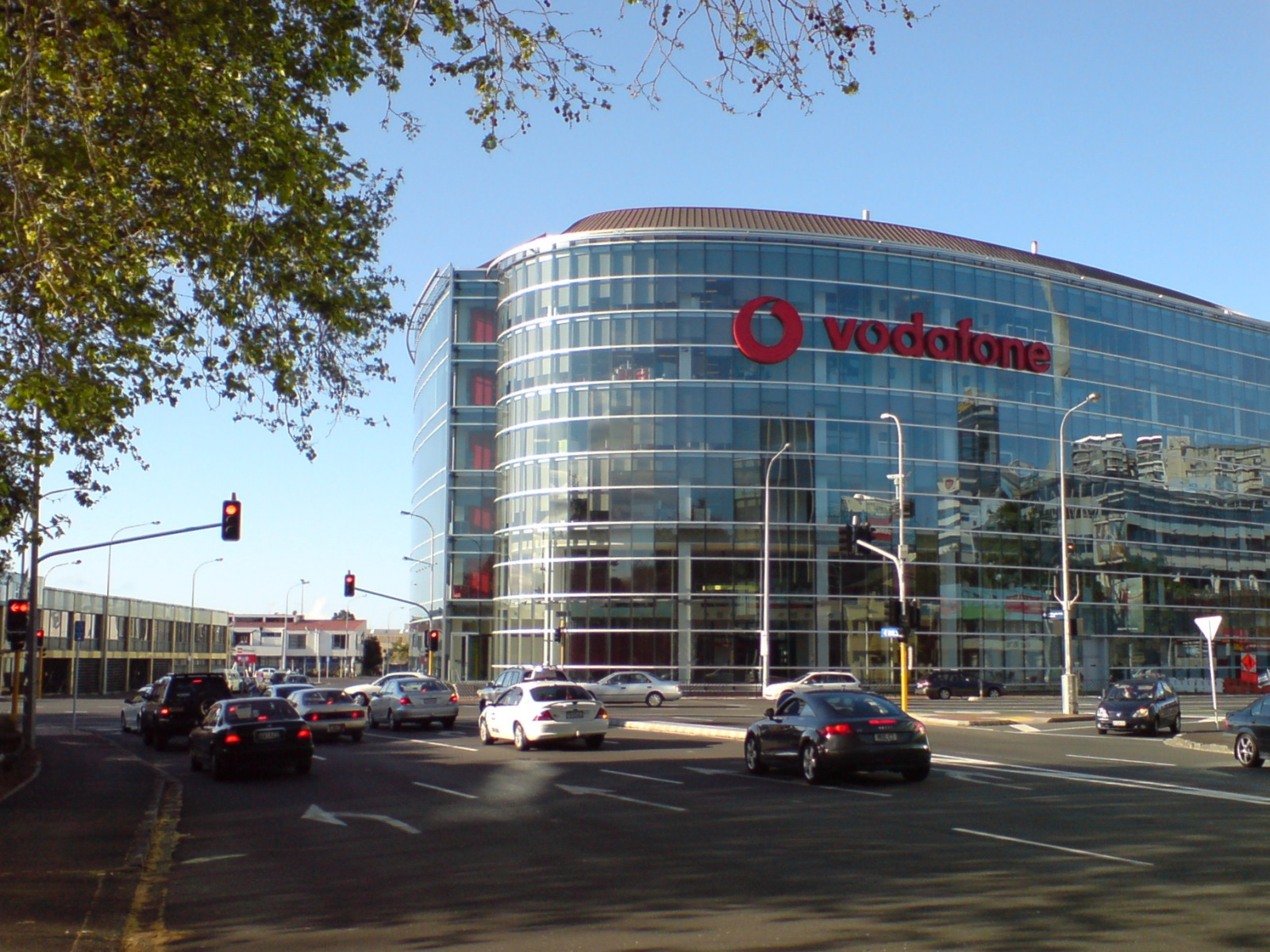
المقر الرئيسي لشركة فودافون نيوزيلندا في مدينة أوكلاند.

في يوليو 1993، تم إطلاق شبكة بيل جنوب نيوزيلندا. في نوفمبر 1998، اشترت فودافون شركة بيل جنوب نيوزيلندا، والتي أصبحت فيما بعد شركة فودافون نيوزيلندا. في أغسطس 2005، أطلقت شركة فودافون تقنية 3G في نيوزيلندا. في 9 أكتوبر 2006، اشترت فودافون نيوزيلندا ثالث أكبر مزود لخدمات الإنترنت في نيوزيلندا، آي هاج. في أكتوبر 2013، بدأت شركة فودافون طرح الجيل الرابع 4G في مقاطعة نيوزيلندا، مع إطلاق النظام في النقاط الساخنة لقضاء العطلات حول كورومانديل.

### مؤسسة فودافون العالمية
فودافون جلوبال إنتربرايس هي قسم خدمات الأعمال، وهي شركة تابعة مملوكة بالكامل لمجموعة فودافون. تأسست في أبريل 2007 لتقديم خدمات الاتصالات وتكنولوجيا المعلومات للشركات الكبرى.
يقدم القسم اتصالات متكاملة في الحوسبة السحابية والاتصالات الموحدة والتعاون. تشمل خدماتها خدمات الصوت والبيانات المحلية والدولية، والخدمات من آلة إلى آلة، والبريد الإلكتروني للجوال، والنطاق العريض للأجهزة المحمولة، والخدمات المدارة، والدفع عبر الهاتف المحمول، وتسجيل الهاتف المحمول.
في ديسمبر 2011، وحصلت على القراءة المستندة سمك شره الاتصالات المحدودة، وهي تكنولوجيا المعلومات والاتصالات شركة استشارية. شكلت العمليات المكتسبة نواة لممارسة جديدة للاتصالات الموحدة والتعاون داخل في جي إيه،  العمل على الحوسبة السحابية والخدمات المهنية.
تعمل فودافون جلوبال إنتربرايس في أكثر من 65 دولة، مع «شمال أوروبا» (مقرها لندن، المملكة المتحدة)، و«أوروبا الوسطى»، و«جنوب أوروبا وأفريقيا»، و«آسيا والمحيط الهادئ وأفريقيا جنوب الصحراء» (مقرها في سنغافورة) والتقسيمات الجغرافية في «الأمريكتين». عملاء في جي إيه الرئيسيين هم دويتشه بوست،  مجموعة ليند،  يونيليفر،  ومجموعة فولكس فاجن.

## منتجات وخدمات

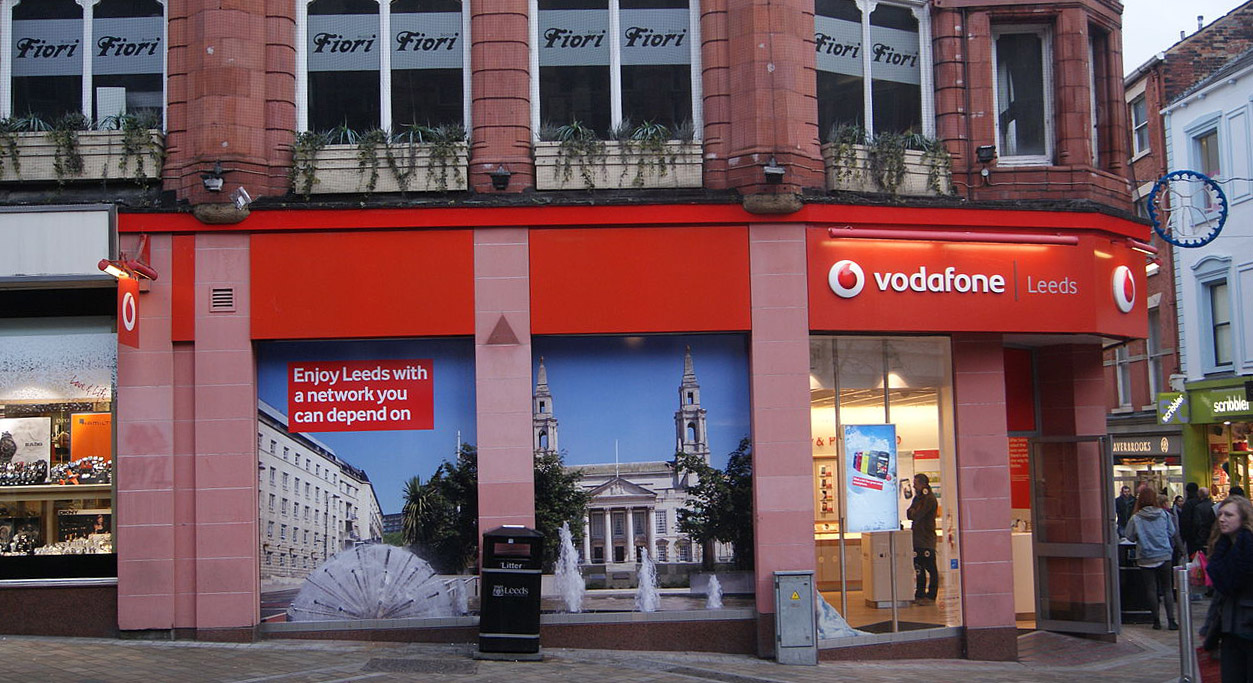
متجر فودافون يبيع مجموعة من المنتجات في ليدز، إنجلترا.

في أكتوبر 2009، أطلقت فودافون 360، وهي خدمة إنترنت جديدة للهاتف المحمول والكمبيوتر الشخصي وماك. تم إيقاف هذا في ديسمبر 2011 بعد مبيعات الأجهزة المخيبة للآمال. كان هذا بعد أن استقال مدير خدمات الإنترنت في سبتمبر 2010 عندما غرد «قبل 5 أيام من مغادرتي فودافون. الحرية تلوح.»  في فبراير 2010، أطلقت فودافون أرخص هاتف محمول في العالم يعرف باسم فودافون 150، ويهدف إلى بيعه بأقل من 15 دولارًا (10 جنيهات إسترلينية) في العالم النامي. تم إطلاقه في البداية في الهند وتركيا وثماني دول أفريقية بما في ذلك ليسوتو وكينيا وغانا.

### خدمات تحويل الأموال عبر الهاتف المحمول
في مارس 2007، أطلقت شركة سفاريكوم، المملوكة جزئيًا لشركة فودافون والمزود الرائد للاتصالات المتنقلة في كينيا، برنامج الدفع عبر الهاتف المحمول الذي طورته شركة فودافون.
بحلول فبراير 2008، اكتسب نظام تحويل الأموال M-PESA في كينيا 1.6 مليون عميل. بحلول عام 2011، كان هناك أربعة عشر مليون حساب M-Pesa التي تمتلك 40٪ من مدخرات البلاد. بعد نجاح M-PESA في كينيا، أعلنت شركة فودافون أنها ستمتد الخدمة إلى أفغانستان. تم إطلاق الخدمة هنا على شبكة روشان تحت العلامة التجارية M-Paisa مع تركيز مختلف على الخدمة الكينية. تم استهداف M-بيزة كوسيلة ل تمويل المشاريع الصغيرة المؤسسات (MFI) صرف القروض والسداد، جنبا إلى جنب مع تطبيقات الأعمال الموجهة للأعمال مثل صرف الراتب. وأعقب الإطلاق الأفغاني في أبريل 2008 بالإعلان عن المزيد من إطلاق M-PESA في تنزانيا وجنوب إفريقيا  والهند.
في فبراير 2012، أعلنت فودافون عن شراكة عالمية مع Visa.

### خدمات صحية
في نوفمبر 2009، أعلنت شركة فودافون عن إنشاء وحدة أعمال جديدة تركز على الأسواق الناشئة (تطبيق تقنيات الاتصالات والشبكات المتنقلة على الرعاية الصحية). إحدى قصص نجاحها الأولى هي مشروع «إس إم إس فور لايف» الذي تقوده شركة نوفارتس في تنزانيا، والذي طورت شركة فودافون ونشرته نظامًا يعتمد على الرسائل النصية يمكّن جميع مرافق الصحة العامة في البلاد البالغ عددها 4600 من الإبلاغ عن مستويات مكافحة أدوية الملاريا بحيث يمكن عرض بيانات مستوى المخزون بشكل مركزي في الوقت الفعلي، مما يتيح إعادة توريد المخزون في الوقت المناسب. خلال تجربة إس إم إس فور لايف، التي غطت 129 مرفقًا صحيًا على مدار ستة أشهر، انخفض المخزون من 26٪ إلى 0.8٪، مما أدى إلى إنقاذ آلاف الأرواح.

### مؤسسة فودافون
مؤسسة فودافون هي مؤسسة خيرية معترف بها تدعم وتبدأ المشاريع التي تستخدم تكنولوجيا الهاتف المحمول لصالح المستضعفين، باستخدام شعار "Connecting for Good". غالبًا ما يعملون بالتعاون مع مجموعات خيرية أخرى. فيما يلي بعض الأمثلة على مبادراتهم:
- دريم لاب، وهو تطبيق جوال حوسبة تطوعي تم تطويره بالتعاون مع كلية لندن الإمبراطورية (Imperial College London) ويستخدم للبحث عن السرطان وفيروس كورونا وأمراض أخرى.
- تكسوس – تم تكييف الهواتف المحمولة للسماح لضحايا العنف المنزلي بتفعيل الاتصال الفوري بخدمات الطوارئ إذا كانوا في خطر.
- نظام المراقبة عن بعد لصرع الأطفال – نظام مراقبة يسمح للأطباء بإجراء ملاحظات المريض عن بعد.
- نظام تاكسي آمن – مبادرة في البرتغال تتكون من تقنية يمكن لسائقي سيارات الأجرة استخدامها لتنبيه الشرطة إذا كانوا في خطر التعرض للاعتداء.
- التعلم مع فودافون سوليوشن – التكنولوجيا التي تسمح للمعلمين في الهند باستخدام محتوى رسومي ومتعدد الوسائط لتحسين التدريس.
- برنامج عالم الاختلاف – يختار المتقدمون الناجحون المؤسسات الخيرية التي يعملون فيها إما بدوام كامل لمدة شهرين أو بدوام جزئي لمدة أربعة أشهر (بحد أدنى 15 ساعة في الأسبوع). يتم تزويد. المؤسسات الخيرية بمبلغ 2500 جنيه إسترليني، حيث يتلقى كل فائز الرصيد كمرتب بعد دفع NI والضرائب.[184]

## إعلان
منذ عام 2017، تستخدم إعلانات فودافون العالمية شعار "المستقبل مثير. جاهز؟'. كان الشعار السابق منذ عام 2009 هو "القوة لك".

## شؤون الشركات

### الإدارة العليا
كان السير جيرالد وينت، في ذلك الوقت مديرًا تنفيذيًا في شركة راكال للإلكترونيات بي إل سي، مسؤولاً عن محاولة الحصول على ترخيص الشبكة الخلوية في المملكة المتحدة. تم إلغاء دمج قسم موبايل تيليكومز، وتم طرحه في بورصة لندن في أكتوبر 1988 وأصبح السير جيرالد الرئيس التنفيذي لشركة راكال تيليكوم بي إل سي. على مدى السنوات القليلة المقبلة، نمت الشركة لتصبح رائدة السوق في المملكة المتحدة، غيرت اسمها إلى مجموعة فودافون بي إل سي في هذه العملية.
تولى السير كريستوفر جنت منصب الرئيس التنفيذي في يناير 1997، بعد تقاعد السير جيرالد. كان جينت مسؤولاً عن تحويل شركة فودافون من مشغل صغير في المملكة المتحدة إلى مشغل عالمي، من خلال الاندماج مع أمريكان آير تاتش والاستحواذ على شركة مانسمان الألمانية.
كان آرون سارين القوة الدافعة وراء انتقال الشركة إلى الأسواق الناشئة مثل آسيا وإفريقيا، من خلال عمليات الشراء مثل مشتريات المشغل التركي تلسيم، وحصة أغلبية في هوتشيسون إيسار في الهند.
صعد الرئيس التنفيذي الرابع، فيتوريو كولاو، من نائب الرئيس التنفيذي في يوليو 2008.
| الرئيس التنفيذي     | فترة                      |
| ------------------- | ------------------------- |
| السير جيرالد وينت   | أكتوبر 1988 - ديسمبر 1996 |
| السير كريستوفر جينت | يناير 1997 - يوليو 2003   |
| آرون سارين          | يوليو 2003 - يوليو 2008   |
| فيتوريو كولاو       | يوليو 2008 - سبتمبر 2018  |
| نيك رييد            | منذ أكتوبر 2018           |

### النتائج المالية
تقوم فودافون بالإبلاغ عن نتائجها وفقًا للمعايير الدولية لإعداد التقارير المالية (IFRS). كان الأداء المالي على النحو التالي:
| السنة المنتهية في 31 مارس | دوران € م | الربح قبل الضريبة € مليون | ربح العام € م | العائد على السهم الأساسي (بنس) |
| ------------------------- | --------- | ------------------------- | ------------- | ------------------------------ |
| 2020                      | 44974     | 795                       | (455)         | (16.25)                        |
| 2019                      | 43666     | (2,613)                   | (7,644)       | (3.13)                         |
| 2018                      | 46,571    | 3878                      | 2788          | 15.87                          |
| 2017                      | 47631     | 2792                      | (6,079)       | (7.83)                         |
| 2016                      | 49810     | (190)                     | (5,122)       | (20.27)                        |
| 2015                      | 48385     | 1,734                     | 7,477         | 28.72                          |

## انتقادات

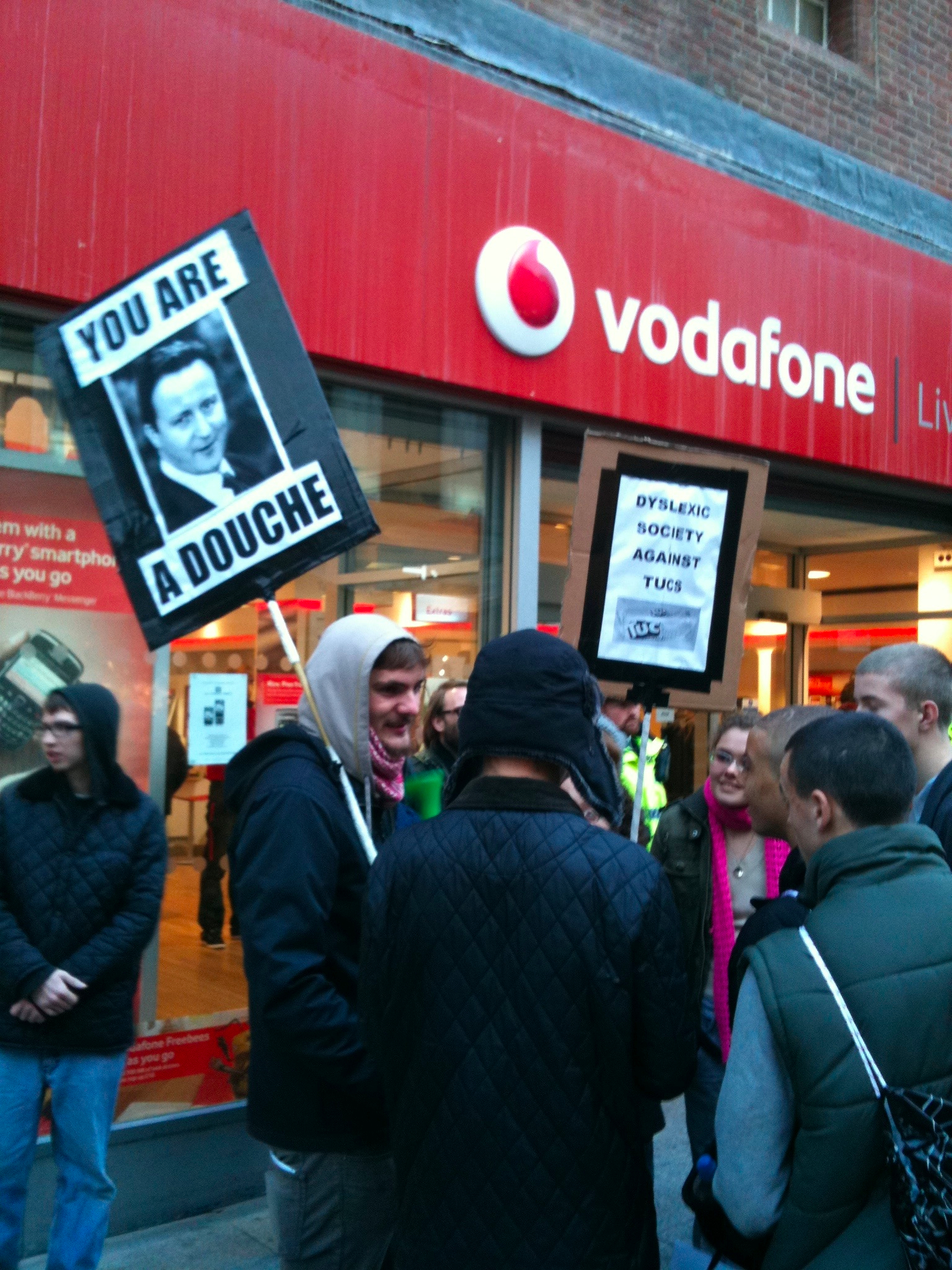
المملكة المتحدة تقطع المتظاهرين خارج متجر فودافون في ليفربول.

### التهرب من دفع الضرائب
في سبتمبر 2010، كشف تحقيق أجرته مجلة برايفت آي عن تفاصيل معينة عن أنشطة التهرب الضريبي لشركة فودافون. أفيد أن فودافون وجهت عملية الاستحواذ على مانسمان من خلال شركة تابعة في لوكسمبورغ، تم إنشاؤها لتجنب دفع الضرائب على الصفقة، واستمرت في وضع أرباحها في لوكسمبورغ. بعد صراع قانوني طويل مع شركة إتش إم آر سي (قام خلاله مسؤول كبير في شركة إتش إم آر سي، وهو جون كونورز، بتغيير ولائه ليصبح رئيس قسم الضرائب في شركة فودافون)، تم الاتفاق في النهاية على أن تدفع فودافون 1.25 جنيه إسترليني مليار المتعلقة بالاستحواذ. بناءً على حسابات فودافون، قدر الخبراء أن فاتورة الضرائب المحتملة التي تم شطبها نتيجة للمفاوضات تجاوزت 6 جنيهات إسترلينية مليار.
أثارت أخبار هذا التهرب الضريبي القانوني احتجاجات غاضبة، ابتداءً من أكتوبر 2010، خارج متاجر فودافون في جميع أنحاء المملكة المتحدة، تم تنظيمها تحت شعار يو كيه أنكات. تسببت الاحتجاجات في إغلاق العديد من المتاجر في جميع أنحاء المملكة المتحدة.
في عام 2011، زعمت مجلة برايفت آي ومكتب الصحافة الاستقصائية أن فروع فودافون السويسرية يديرها محاسب واحد بدوام جزئي. وزعم التقرير أنه لم يتم تنفيذ أي عمل تقريبًا من هناك، مشيرًا إلى أن الغرض الرئيسي لمكتب تسوغ هو التهرب الضريبي. وزعم التقرير أن الأموال اقترضت من الفرع السويسري لشركة لوكسمبورغ، مما سمح لها بالاستفادة من قوانين لوكسمبورغ، التي تعفي فروع الشركات الأجنبية من الضرائب، والقوانين السويسرية التي تعفي الفروع المحلية للشركات الأجنبية بشكل شبه كامل. وفقًا للفضح، كان من الممكن أن ينتج عن ذلك فاتورة ضرائب بريطانية تزيد قليلاً عن 2 جنيه إسترليني مليار. وقالت إن فودافون تنشر مجموعة واحدة مجمعة من الحسابات لفروعها في لوكسمبورغ وفروعها السويسرية. بالنسبة للشركة الواحدة، أرباح تساوي 1.6 جنيه إسترليني مليار دولار تم فرض ضرائب عليها بأقل من 1٪ في عام 2011، ويُرجح أن الأرباح قد نُسبت إلى سويسرا. في ردها على هذه الادعاءات، قالت فودافون إن الفرع السويسري لم يشارك في التمويل العالمي لشركة فودافون منذ عدد من السنوات. ولذلك، فهو غير ذي صلة فيما يتعلق بترتيبات التمويل العالمية.
كما تم تقييم شركة فودافون بمبلغ 2.5 دولار أمريكي مليار ضريبة على استحواذها على أصول هاجيسون وامبو الهندية في عام 2007، وهو مطلب تعترض عليه. في يناير 2012، قضت أعلى محكمة هندية بأن شركة فودافون ليست مسؤولة عن ضرائب وعقوبات تصل إلى 2.8 جنيه إسترليني. مليار. ومع ذلك، في فبراير 2016، أرسلت دائرة الضرائب الهندية إلى شركة فودافون إشعارًا ضريبيًا مجددًا بقيمة 1.4 مليار جنيه إسترليني. بعد انحياز المحكمة الهندية إلى شركة فودافون في عام 2012، غيرت الحكومة القانون للسماح للشركات بفرض ضرائب بأثر رجعي. في سبتمبر 2020، انحازت محكمة تحكيم دولية إلى شركة فودافون وقضت بأن جهود الهند للمطالبة بالضرائب السابقة تنتهك المعاملة العادلة بموجب اتفاقية حماية الاستثمار الثنائية بين الهند وهولندا. وقد طلبت المحكمة من الهند وقف جهودها للمطالبة بمستحقات الضرائب.

### تعتيم الاتصالات خلال الربيع العربي
تورطت شركة فودافون في القمع العنيف للاحتجاجات المطالبة بالديمقراطية في مظاهرات 2011 في مصر. في 27 يناير، قامت شركة فودافون، المسؤولة عن معظم البنية التحتية للاتصالات في مصر، بإغلاق جميع خدمات الصوت والبيانات للمواطنين والشركات المصرية بناءً على طلب الحكومة المصرية في عهد حسني مبارك. في 28 يناير 2011، التزمت شركة فودافون بتعليمات الحكومة المصرية بتعليق خدمة الإنترنت «في مناطق مختارة» خلال فترة الاحتجاجات المناهضة لمبارك. وأصدرت الشركة بيانا جاء فيه أنه «بموجب التشريع المصري يحق للسلطات إصدار مثل هذا الأمر ونحن ملزمون بالالتزام به». كما تلقت شركة فودافون انتقادات عامة وإعلامية لسماحها للسلطات بإرسال رسائل جماهيرية مؤيدة للحكومة عبر الرسائل القصيرة عبر شبكتها أثناء الاحتجاجات. وطالبت إحدى هذه الرسائل أن «الرجال الصادقون والمخلصون» يجب أن «يواجهوا الخونة والمجرمين». أصدرت شركة فودافون في وقت لاحق بيانًا أكدت فيه أنه ليس لديهم خيار سوى السماح ببث الرسائل، وأنهم قدموا شكوى إلى السلطات المصرية بشأن هذه الممارسة. ذكرت صحيفة ديلي تلغراف البريطانية أن «تصرف الحكومة المصرية غير مسبوق في تاريخ الإنترنت». صرحت شركة استخبارات الإنترنت رينيسيس ومقرها الولايات المتحدة، «في إجراء غير مسبوق في تاريخ الإنترنت، يبدو أن الحكومة المصرية أمرت مزودي الخدمة بإغلاق جميع الاتصالات الدولية بالإنترنت». قال الرئيس التنفيذي لمجموعة فودافون فيتوريو كولاو إن الشركة ملزمة بموجب القانون بالامتثال لتعليمات الحكومة المصرية. في الاجتماع العام السنوي للشركة، في 26 يونيو، طلبت مجموعات الحملات أكسيس وفيربنشنز من فودافون الموافقة على خطة لمنع الشركة من مواجهة مطالب مماثلة في المستقبل.

### خدمة عملاء سيئة
في أستراليا، وخاصة قرب نهاية عام 2010، تعرضت شركة فودافون لانتقادات شديدة بسبب مزاعم سوء خدمة العملاء وأوجه القصور الفنية الشديدة، مما أكسبها لقب «فودافيل» – لا يزال موقع الويب الذي يحمل نفس الاسم موجودًا. واستجابة لذلك، قاموا بتطوير شبكة «جديدة»، ويقدمون الآن ضمانًا للرضا لمدة 30 يومًا.
في عام 2019، تم تصنيف شركة فودافون على أنها أسوأ مزود لشبكات الهاتف المحمول في المملكة المتحدة للعام الثامن على التوالي، في الاستطلاع السنوي الثامن الذي أجرته مجموعة ضغط المستهلكين . .

### تكاليف تجوال غير محدودة على الهواتف المسروقة
تعرضت شركة فودافون المملكة المتحدة، مثلها مثل المشغلين الآخرين، لانتقادات بسبب تحميل العملاء بعقود شهرية منتظمة الفواتير مسؤولية تكاليف التجوال غير المحدودة تقريبًا عند سرقة هواتفهم في الخارج، على الرغم من قدرتها على الحد من تكاليف عقود الدفع أولاً بأول.

### مخالفات قواعد حماية المستهلك
في أكتوبر 2016، تم تغريم شركة فودافون مبلغًا قياسيًا قدره 4.6 مليون جنيه إسترليني من قبل أوفكوم لخروقات «خطيرة» لقواعد حماية المستهلك.
في أكتوبر 2017، أجرت سيتزين أدفايس عملية تسوق غامضة فوجدت أن فودافون، إلى جانب إي إي وثري، لم يخفضوا فواتير العملاء بعد انتهاء الصفقات الثابتة مما يعني أنهم كانوا يدفعون 22 جنيهًا إسترلينيًا إضافيًا شهريًا في المتوسط.

### البنية التحتية للمراقبة
في يونيو 2014، كشفت فودافون عن معلومات حول «أنظمة الوصول المباشر» وبيانات المحتوى وبرامج اعتراض البيانات الوصفية على مستوى العالم.

### تحقيق الغش
في مارس 2019، قدمت وكالة التحقيق الهندية CBI التماسًا في المحكمة العليا ضد شركة فودافون وإيرتيل بدعوى عدم التعاون في عملية احتيال سارادا شيتفند. أدرجت المحكمة الأمر في جلسة 8 أبريل / نيسان 2019.

## مجموعة فودافون
في عام 1982 فازت إحدى فروع شركة راكال للإلكترونيات بترخيص لشبكات الهواتف المحمولة في المملكة المتحدة وفازت الشركة البريطانية للاتصالات (بالإنجليزية:  British Telecom)‏ بالشبكة الثانية.اشتهرت الشبكة باسم راكال فودافون حيث امتلكت 80%منها شركة راكا فيما امتلكت شركة ميليكوم 15% وامتلكت شركة هامبورس 5%.بدات الشركة في العمل 1 يناير 1985.في 29 ديسمبر 1986 اشترت شركة راكال الباقى من شركة فودافون من المساهمين الاخرين مقابل 110£ مليون.
في عام 1988 تم تسمية الشركة باسم راكال للاتصالات (بالإنجليزية: Racal Telecom)‏، في 26 أكتوبر من نفس العام باعت الشركة 20% من الشركة ثم انفصلت فودافون عن راكال في 16 سبتمبر 1991.
في يوليو 1996 حصلت فودافون على ثلثى شركة تاكلند (بالإنجليزية:  Talkland)‏ مقابل 30.6£مليون.يوم 19 تشرين الثاني 1996، في خطوة دفاعية، اشترت شركة فودافون بيبولس فون (بالإنجليزية:  Peoples Phone)‏ مقابل 77£ مليون. ومن ثم شكلت 181 موزع الاغلبية الساحقة من عملاء فودافون. وقي حركة مماثلة حصلت الشركة على 80% من شركة استيك للاتصالات (بالإنجليزية: Astec Communications)‏ بالإضافة إلى 21 موزع معتمد.
-في عام1997 قدمت فودافون للجمهور شعارها التجارى وهو عبارة عن علامة اقتباس دائرية.
في أبريل عام 2001 كانت فودافون هيا هي المقدمة لخدمات الاتصالات من الجيل الثالث 3G في المملكة
في عام 2001 أصبحت فودافون مالكة لشركة ايركل الأيرلندية، ثم جزء من شركة ايركوم ومن ثم أصبحت الشركة في ايرلندا تحمل اسم فودافون أيرلندا.ثم حاولت الشركة شراء ثالث أكبر شبكة في اليابان جى-فون (بالإنجليزية: J-Phone)‏ التي هي كانت أول من قدم هاتف مدمج معه كاميرا في اليابان.
في 17 ديسمبر 2001 قدمت ما يعرف باسم الشبكات المشتركة، عن طريق التوقيع مع الدنمارك للاتصالات (بالإنجليزية: Tele-Denmark Communications)‏.و بذلك أصبح المفهوم الجديد يعنى إدخال خدمات فودافون الدولية للسوق المحلية، من دون الحاجة للاستثمار من قبل شركة فودافون.و بذلك تمكنت فودافون ان تمد خدماتها وعمليتها التجارية من دون الحاجة إلى ان تكون ركيزة أساسية في السوق المحلية الجديدة، وكانت فودافون تعمل في عديد من البلاد تحت أسماء جديدة مزدوجة
مثل شركة فودافون للاتصالات الدنماركية وهكذا.

## فودافون والعالم
| الدولة           | الموزود         | الشريك | عدد المشتركين | حصة السوق | الموقع   |
| جنوب إفريقيا     | فوداكوم         | 65.1%  | 16,5 مليون    | 52,6 %    | 1° sur 3 |
| ألمانيا          | فودافون         | 100 %  | 33,9 مليون    | 34,1 %    | 2° sur 4 |
| أستراليا         | فودافون         | 100 %  | 3,6 مليون     | 16,8 %    | 3° sur 4 |
| مصر              | فودافون مصر     | 55 %   | 30 مليون      | 44,3 %    | 2° sur 4 |
| إسبانيا          | فودافون         | 100 %  | 15,8 مليون    | 31,2 %    | 2° sur 4 |
| الولايات المتحدة | فيرايزون وايرلس | 45 %   | 54,9 مليون    | 24,6 %    | 2° sur 4 |
| اليونان          | فودافون         | 99,9 % | 5,4 مليون     | 35,6 %    | 2° sur 4 |
| المجر            | فودافون         | 100 %  | 2,3 مليون     | 20,8 %    | 3° sur 4 |
| الهند            | فودافون ايسار   | 67 %   | 23.3 مليون    | 16,4 %    | 4° sur 4 |
| أيرلندا          | فودافون         | 100 %  | 2,3 مليون     | 43,4 %    | 1° sur 4 |
| إيطاليا          | فودافون         | 76,9 % | 30,04 مليون   | 31,1 %    | 2° sur 4 |
| نيوزيلندا        | فودافون         | 100 %  | 2,3 مليون     | 52,3 %    | 1° sur 2 |
| هولندا           | فودافون         | 99,9 % | 4,0 مليون     | 21,8 %    | 2° sur 4 |
| البرتغال         | فودافون         | 100 %  | 5,1 مليون     | 37,2 %    | 2° sur 4 |
| رومانيا          | فودافون         | 100 %  | 8,8 مليون     | 39,0 %    | 2° sur 4 |
| المملكة المتحدة  | فودافون         | 100 %  | 18,4 مليون    | 23,6 %    | 2° sur 4 |
| تركيا            | فودافون         | 100 %  | 16,1 مليون    | 26,0 %    | 2° sur 4 |

المشاريع التي انشأتها فودافون حول العالم هي خطوة تجارية لها غرض واضح وهو التعامل مع عملاء الشركة من مختلف بلدان العالم.و ذلك اتباعا لسياسة الأعمال للأعمال وتعمل كل شركة كبلد تشغيل مستقل مثل فودافون بريطانيا وفودافون مصر وهكذا.الادوات والخدمات التي تقدمها شركة فودافون العالمية تكون متاحة لجميع العملاء في مختلف البلدان من خلال بلاد التشغيل التابعة للشركة بمعنى فرع شركة فودافون في بلد معين.مجموعة شركات فودافون العالمية الآن لها حضور قوى في أكثر من 65 بلد ويتوقع الخبراء ان يزيد عدد هذه البلدان في المستقبل.على سبيل المثال شراء شركة فودافون لشركة غانا للاتصالات (بالإنجليزية: Ghana Telecom)‏.و منذ هذا الحدث عام 2007 ومشاريع فودافون العالمية تعتبر رائدة في إدارة وتقديم خدمات الهواتف المحمولة.يقع مقر الشركة في نيوبري ولكن لها موزعين ومكاتب حول العالم وهم متعددون الجنسيات في حين ان فريق الشركة الاصلى مستقر في نيوبري.
نيك جيفرى هو القائد لمجموعة فودافون العالمية.هو من قام بتأسيس المجموعة العالمية عام 2007 وهو يحاول جاهداً تطبيق استراتجيته بشكل عملى والتي تهدف إلى إنشاء الاتحادات مع الشركات من مختلف الجنسيات وتحسين علاقتها بعملاءها أكثر.هناك مجموعة من مدراء الحسابات يعملون بالشركة في مختلف بالبلاد بمستويتهما العالمي والمحلى ووهؤلاء وظيفتهم هي الأهتمام بتقديم ما يحتاجه العملاء وتقديم الدعم الفنى لهم بواسطة الفرق التقنية المتخصصة.
في عام 2009 فازت شركة فودافون بجائزة أفضل مؤسسة تقديم مشروعات وخدمات الهواتف المحمولة حول العالم في مسابقة أفضل شركة موبايل لعام 2009.

## فودافون أوروبا
في فبراير 2002 فنلندا دخلت إلى مجتمع الهواتف النقالة وقد وقعت فودافون عقد شراكة مع راديولينجا (بالإنجليزية: Radiolinja)‏ وفيما بعد غُير اسم الشركة إلى اليسا (بالإنجليزية: Elisa)‏ ثم في العام اللاحق لهذا العام قامت الشركة بتغير علامتها التجارية من جى-سكاى اليابانية للخدمات الإنترنت (بالإنجليزية: Japan's J-sky mobile internet service)‏ إلى فودافون ليف (بالإنجليزية: Vodafone live!)‏.في 3 ديسيمبر 2002 دُمجت العلامة التجارية لفودافون في السوق الإستونية بموجب عقد شراكة مع شرككة راديولينجا-استونيا.في وقت لاحق غيرت راديولينجا اسمها إلى اليسا (بالإنجليزية: Elisa)‏.
في 7 يناير 2003 وقعت فودافون عقد شراكة اخر مع موبيكوم النمسا (بالإنجليزية: mobilkom Austria)‏. ونتيجة لذلك دخلت كل من النمسا وكرواتيا وسلوفينيا في مجتمع فودافون، في شهر أبريل من نفس العام قدمت فودافون علامتها التجارية في الاسواق الايسلاندية، في مايو 2003 قامت اومنتل بورنتو إيطاليا (بالإنجليزية: Omnitel Pronto-Italia)‏ بتغير علامتها التجارية إلى فودافون إيطاليا (بالإنجليزية: Vodafone Italy)‏.في شهر يوليو 2003 دخلت دولة لتوانيا إلى مجتمع فودافون بعد أن وقعت عقد شراكة مع شركة بيت (بالإنجليزية: Bitė)‏.

## روابط خارجية
- الموقع الرسمي